# Marija Tolj
Marija Tolj, född 29 november 1999, är en friidrottare från Kroatien. Hon deltog vid olympiska sommarspelen 2020 och olympiska sommarspelen 2024.